# Kościół poewangelicki w Jutrosinie
Kościół poewangelicki – dawna świątynia protestancka znajdująca się w mieście Jutrosin, w powiecie rawickim, w województwie wielkopolskim.
Kościół został wzniesiony na miejscu spalonej w 1861 roku poprzedniej świątyni. Projekt został wykonany przez architekta Würtemberga z Krotoszyna, z kolei prowadzenie prac murarskich zostało powierzone Endrichtowi z Milicza. Prace zostały rozpoczęte w dniu 14 lipca 1862 roku. Kopuła i krzyż na wieży zostały założone w dniu 29 lipca 1863 roku. Wszystkie koszty budowy zostały oszacowane na 24 tysięcy talarów. Ambona kosztowała 110, a organy, które zostały wybudowane przez braci Walter z Góry, 118 talarów. Plafon, dzieło miejscowego stolarza Dummera, kosztował – nie licząc drewna – 480 talarów, natomiast wykonana z piaskowca kopuła i żelazny krzyż 218 talarów. Kościół został poświęcony w dniu 11 listopada 1863 roku. Ściany świątyni zostały zbudowane na nietynkowanej podmurówce z kamienia polnego. Budowla posiada formę wydłużonego prostokąta o wymiarach 38 x 17 m, z trójbocznie zamkniętym prezbiterium, po bokach którego są umieszczone dwie prostokątne przybudówki. Korpus nawowy jest jednoprzestrzenny i ma dwie kondygnacje. Nakrywa go dwuspadowy dach, nakryty dachówką karpiówką ułożoną podwójnie w koronkę. Dwie przybudówki po bokach prezbiterium nakryte są blachą. Więźba dachowa została wykonana z drewna. Od strony wschodniej jest umieszczona kwadratowa pięciokondygnacyjna wieża nakryta dachem wiciowym. Na podstawie dekretu z dnia 8 marca 1946 roku o majątkach opuszczonych i poniemieckich państwo polskie przejęło mienie obywateli niemieckich. Świątynia ewangelicka przekazana została parafii rzymskokatolickiej w Jutrosinie. Od 8 września 1946 roku funkcjonowała jako kościół Serca Pana Jezusa. W tym czasie z tej świątyni został zabrany dzwon, który zawisł w wieży kościoła parafialnego w Jutrosinie oraz ławki i organy do świątyni w Dubinie. Nabożeństwa w kościele Serca Pana Jezusa były odprawiane do połowy lat 70. XX wieku. Następnie budowla pełniła funkcję magazynu sprzętów kościelnych i niszczała. W 1994 roku kościół został przekazany miastu. Władze podjęły decyzję o przebudowie świątyni na salę widowiskowo-sportową. Przetarg na wykonanie prac został wygrany przez firmę Zdzisława Wieruszewskiego z Jutrosina. Przekazanie obiektu odbyło się 19 marca 1998 roku.